# Estación de Valencia-Fuente San Luis
Valencia Fuente San Luis-Hospital La Fe (en valenciano: València Font Sant Lluís - Hospital La Fe), también conocida como Valencia F.S.L.- Hospital La Fe, es una estación ferroviaria situada entre los barrios de La Punta y de la Fuente de San Luis, en la ciudad española de Valencia. Forma parte de las líneas C-3, C-5 y C-6 de la red de Cercanías Valencia.  Las instalaciones de Valencia-Fuente San Luis cuentan también con una estación de clasificación, que dispone de un importante tráfico de trenes de mercancías y de una amplia playa de vías para efectuar maniobras y labores de clasificación. 

## Situación ferroviaria
La estación, que se encuentra a 4,40 metros de altitud sobre el nivel del mar, forma parte de los siguientes trazados:
- Línea férrea de ancho ibérico Aranjuez-Valencia, punto kilométrico 88,7.
- Línea férrea de ancho ibérico Valencia-Tarragona, punto kilométrico 3,80.[1]
- Línea férrea de ancho ibérico Alfafar-Valencia Fuente San Luis, punto kilométrico 3,5.[1]

## La estación
Se encuentra situada al norte del río Turia, muy cerca de Mercavalencia. El edificio para viajeros es un recinto funcional de planta rectangular y dos alturas con disposición lateral a las vías. Dispone de dos andenes, uno lateral y otro central al que acceden tres vías. Las instalaciones se completan con otras veintiocho vías que emplean principalmente trenes de mercancías. Estas vías tienen una longitud que va desde los 80 metros (vía C-2) a los 773 metros (vía 12). En total la playa de vías supera los 12 000 metros cuadrados. Entre 2015 y 2016 la estación se ha remodelado con la reforma de los andenes y la construcción de un paso inferior adaptado con ascensores, así como con el cierre del edificio de viajeros y la construcción de un nuevo acceso en el lado Valencia-Norte que queda más próximo al Hospital La Fe.

## Servicios ferroviarios

### Cercanías
Todos los trenes de cercanías de las líneas C-3 y C-6 tienen parada en la estación, así como algún servicio de la línea C-5.
| procedencia/destino | < estación     | Línea                 | estación >          | destino/procedencia |
| ------------------- | -------------- | --------------------- | ------------------- | ------------------- |
| Valencia-Norte      | Valencia-Norte |                       | Valencia-San Isidro | Utiel               |
| Valencia-Norte      | Valencia-Norte |                       | Valencia-Cabañal    | Caudiel             |
| Valencia-Norte      | Valencia-Norte | Castellón de la Plana | Valencia-Cabañal    |                     |

### Regionales
Los trenes  regionales de la línea Valencia - Castellón - (Tortosa) -Tarragona - Barcelona.

## Conexiones

### Autobuses
Los autobuses urbanos de las líneas 7 y 13 así como el nocturno N7 todos ellos operados por la EMT efectúan parada en los aledaños de la estación.
También tienen parada en el cercano Hospital La Fe las líneas 6, 8, 18, 64, 99, y 183, las primeras operadas por EMT y la última por MetroBus